# Sfintere di Oddi
Lo sfintere di Oddi è una struttura del corpo umano. Si trova al livello dell'orifizio di sbocco del coledoco e del dotto pancreatico nel duodeno, a livello del collo dell'ampolla di Vater che regola il deflusso della bile e, inoltre, impedisce il reflusso del contenuto duodenale nel coledoco.

## Descrizione
Tale sfintere consta di tre sistemi: 
- lo sfintere del coledoco che avvolge il solo dotto provienente dal fegato attraverso il legamento epatoduodenale;
- lo sfintere del dotto pancreatico;
- lo sfintere epatoduodenale; una struttura muscolare a forma di otto che avvolge prima il coledoco e il dotto di Wirsung, quindi l'ampolla del Vater.

La funzione dello sfintere è importantissima per l'organismo umano; infatti la contrazione dello sfintere nella fase di digiuno causa la risalita della bile lungo il coledoco; quindi attraverso il dotto cistico si porterà nella cistifellea dove si accumulerà e concentrerà per poi essere rilasciata durante un pasto lipidico in seguito all'onda peristaltica provocata dalla Colecistochinina (CCK) prodotta dalle cellule enterocromaffini dell'intestino tenue.
Si è notata una discreta percentuale di disfunzioni dello sfintere di Oddi nei pazienti operati tramite laparoscopia per l'asportazione della cistifellea (colecistectomia) con relativo dolore paracolico. In particolare: «Nei pazienti che hanno subito l'asportazione della cistifellea, la codeina può indurre dolore addominale biliare o pancreatico acuto, generalmente associati con anomalie nei test di laboratorio, indicative di spasmo dello sfintere di Oddi.»
Il nome si riferisce a Ruggero Oddi.
Tutto questo succede nel 90% dei soggetti. In meno del 10% lo sfintere di Oddi può essere doppio e accogliere rispettivamente il dotto pancreatico o di Wirsung e il dotto coledoco. Anche per questo, tra le tante cause, calcoli a livello delle vie biliari non in tutti pazienti danno un coinvolgimento pancreatico.